# Lampyris brutia
Lampyris brutia is een keversoort uit de familie glimwormen (Lampyridae). De wetenschappelijke naam van de soort is voor het eerst geldig gepubliceerd in 1882 door A. Costa.